# Barkoxe
Barkoxe (en francès i oficialment Barcus) és un municipi d'Iparralde al territori de Zuberoa, que pertany administrativament al departament dels Pirineus Atlàntics (regió de la Nova Aquitània). Limita amb les comunes de Sohüta i Ospitalepea al nord, Géronce, Geüs-d'Oloron, Préchacq-Josbaig i Saint-Goin al nord-est, Eskiula a l'est, Zalgize-Doneztebe i Arrokiaga a l'oest, Aramits al sud-est, Atharratze-Sorholüze i Iruri al sud-oest Lanne-en-Barétous i Montori al sud.
És la localitat natal de Piarres Topet, conegut com a Etxahun (1786-1862), un dels més destacats bersolaris bascos.

## Demografia
| Evolució de la població |       |       |       |       |       |       |       |       |
| 1793                    | 1800  | 1806  | 1821  | 1831  | 1836  | 1841  | 1846  | 1851  |
| 2 299                   | 2 229 | 2 370 | 1 921 | 2 497 | 2 472 | 2 372 | 2 303 | 2 341 |

| 1856  | 1861  | 1866  | 1872  | 1876  | 1881  | 1886  | 1891  | 1896  |
| ----- | ----- | ----- | ----- | ----- | ----- | ----- | ----- | ----- |
| 2 119 | 2 091 | 2 007 | 1 807 | 1 740 | 1 781 | 1 740 | 1 692 | 1 614 |

| 1901  | 1906  | 1911  | 1921  | 1926  | 1931  | 1936  | 1946  | 1954  |
| ----- | ----- | ----- | ----- | ----- | ----- | ----- | ----- | ----- |
| 1 591 | 1 549 | 1 602 | 1 350 | 1 365 | 1 322 | 1 340 | 1 200 | 1 113 |

| 1962  | 1968 | 1975 | 1982 | 1990 | 1999 | 2006 | 2011 | 2016 |
| ----- | ---- | ---- | ---- | ---- | ---- | ---- | ---- | ---- |
| 1 101 | 990  | 957  | 916  | 788  | 774  | -    | -    | -    |

| 2019 | - | - | - | - | - | - | - | - |
| ---- | - | - | - | - | - | - | - | - |
| -    | - | - | - | - | - | - | - | - |